# الخرتيت (فلم)
الخرتيت هو فيلم مصري عرض عام 1987، بطولة فريد شوقي وسهير رمزي وسناء جميل وحاتم ذو الفقار، ومن إخراج أحمد السبعاوي.

## قصة الفيلم
يعمل سلطان وابن أخيه عادل بميناء الإسكندرية ويهربان المخدرات، يقتل أعوانه جابر مسؤول المخزن عندما يكتشف أمرهم وتنهار زوجته وردة، يحاول سلطان الاعتداء على وردة فتقاومه وتصيبه في ذراعه، ويحكم عليها بالسجن، تتعرف بالزنزانة على الثرية نرجس التي تنتحر ابنتها لمعاملة زوجها السيئة فتقتله نرجس، تتنهي مدة عقوبتهما، يتضح أن نرجس على علاقة بسلطان، فهو صديق زوج ابنتها المقتول ولذلك تخطط للانتقام منه، تعرفه بوردة بعد أن تغير من مظهرها، يتعلق كل من سلطان وعادل بوردة، يتحدى عادل خاله ويعترف أمامهما عن جرائمه ومنها قتله جابر، تكشف وردة عن حقيقتها ويقع سلطان في قبضه رجال الشرطة إلا أنه يموت من الصدمة.

## طاقم التمثيل
- فريد شوقي: (سلطان أبو خميس)
- سهير رمزي: (وردة)
- سناء جميل: (نرجس)
- حاتم ذو الفقار: (عادل)
- إبراهيم الشرقاوي: (جابر)
- عدوي غيث: (مدبولي)
- محمد أبو حشيش: (أبو العلا)
- شفيق جلال: (غناء)
- مطاوع عويس: (من رجال سلطان)
- علي عزب: (وكيل النائب العام)
- منال النوبي: (عزة)
- حسين الشريف: (ضابط شرطة)
- توفيق الكردي: (مأمور السجن)
- زياد مكوك: (دحروج - من رجال سلطان)
- عبد المنعم النمر: (ضابط)
- رشوان مصطفى: (قاضي)
- مصطفى كمال: (قاضي)
- سيد مصطفى: (ضابط مباحث)
- لويس يوسف

## فريق العمل
- إخراج: أحمد السبعاوي
- سيناريو وحوار: محمد الباسوسي، أحمد عبد السلام
- مدير التصوير: إبراهيم صالح
- مونتاج: فكري رستم
- موسيقى تصويرية: مختار السيد
- إنتاج: الشركة المصرية اللبنانية للسينما (حسين الصباح)
- توزيع داخلي: الشركة المصرية اللبنانية للسينما (حسين الصباح)
- توزيع خارجي: الشركة اللبنانية للتجارة والاستثمار الخارجي

## روابط خارجية
- مقالات تستعمل روابط فنية بلا صلة مع ويكي بيانات